# Hallertau-Gymnasium Wolnzach
Das Hallertau-Gymnasium Wolnzach (HGW) ist ein allgemeinbildendes, staatliches Gymnasium mit sprachlichem und naturwissenschaftlich-technologischem Zweig in Wolnzach im Landkreis Pfaffenhofen an der Ilm in Oberbayern.

## Geschichte
Wegen steigender Schülerzahlen am Schyren-Gymnasium in Pfaffenhofen – dem bis dahin einzigen Gymnasium im Landkreis – entschied sich der Kreistag 1991 mit knapper Mehrheit für einen zweiten Standort in Wolnzach. Bereits zum Schuljahr 1992/93 starteten 92 Fünftklässler in der Außenstelle des Schyren-Gymnasiums im Wolnzacher „Haus des Marktes“. Zum Schuljahr 1994/95  erfolgte mit 276 Schülern (5. – 7. Jahrgangsstufe) die Gründung des eigenständigen Gymnasiums Wolnzach. Weitere Räume befanden sich im Lipphof.
Den erforderlichen Neubau plante das Rosenheimer Architekturbüro Martini und Grossmann, der im Sommer 1998 mit mittlerweile 730 Schülern bezogen wurde. 2001 konnte der erste Jahrgang in Wolnzach das Abitur ablegen. 2007 wurde ein weiterer Anbau hinter der Turnhalle eröffnet und die Schule erhielt den Namen „Hallertau-Gymnasium Wolnzach“.
Im Juli 2025 urteilte der Bayerische Verwaltungsgerichtshof, dass ein 150 cm hohes und 50 cm breites Kruzifix im Eingangsbereich des Gymnasiums die Religionsfreiheit von Schülerinnen und Schülern verletze und es hätte entfernt werden müssen.

## Ausbildungsrichtungen
Das HGW bietet als Ausbildungsrichtungen entsprechend den vorgegebenen Lehrplänen einen naturwissenschaftlich-technologischen Zweig und einen sprachlichen Zweig an. Die beiden unterscheiden sich – wie in allen bayerischen Gymnasien – bis einschließlich der 7. Klasse nicht, sondern erst ab der 8. Klasse. In beiden Zweigen ist Englisch ab der 5. Klasse die erste Fremdsprache, und es können in der 6. Klasse Latein oder Französisch als zweite Fremdsprache gewählt werden.
Als besondere Profilklassen werden in der 5. und 6. Jahrgangsstufe sogenannte Forscher- und Bläserklassen angeboten.

### Naturwissenschaftlich-technologischer Zweig
Ab der 8. Klasse kommen im naturwissenschaftlich-technologischen Zweig Informatik, Chemie und weitere Profilstunden in den Stundenplan.

### Sprachlicher Zweig
Der sprachliche Zweig hebt ab der 8. Klasse  Französisch oder Italienisch als dritte Fremdsprache in den Stundenplan.

## Aktivitäten
Es finden regelmäßig unter anderem folgende Wahlkurse und Aktionen statt:
- Orchester, Schulchor, Junior-Jazz-Band, Big Band
- Schulspiel
- Schulsanitätsdienst
- Streitschlichter
- Schülerzeitung
- Schulbibliothek